# Torula herbarum
Torula herbarum är en svampart som först beskrevs av Christiaan Hendrik Persoon, och fick sitt nu gällande namn av Heinrich Friedrich Link 1809. Torula herbarum ingår i släktet Torula, divisionen sporsäcksvampar och riket svampar.  Utöver nominatformen finns också underarten quaternella.